# Boat Trip 3D
Boat Trip 3D van Mathijs Geijskes (ook bekend als Duel on water 3D) is de eerste Nederlandse digitale korte 3D-film (met een looptijd van 10 minuten), die in première ging tijdens het Nederlands Film Festival in Utrecht in september 2008.
De film gaat over een race tussen een grote speedboat en een klein motorbootje en werd geheel op het water opgenomen met geavanceerde 3D-apparatuur, die werd geleend van de Franse 3D-expert Alain Derobe. De film bevat CGI-effecten.